# 소년 선데이 수퍼
소년 선데이 수퍼(일본어: 週刊少年サンデーS, SHONEN SUNDAY SUPER)는 소학관에서 발행되는 일본의 월간 소년 만화 잡지로 2009년 3월 25일 재창간되었다. 발매일은 매월 25일.